# Squamipalpis ochreostrigata
Squamipalpis ochreostrigata là một loài bướm đêm trong họ Noctuidae.